# Glenea apicespinosa
Glenea apicespinosa là một loài bọ cánh cứng trong họ Cerambycidae.